# Пюттенская карательная акция
Пюттенская карательная акция (нидерл. Razzia van Putten) — одна из карательных акций нацистской Германии против гражданского населения оккупированных Нидерландов. 1 октября 1944 года 602 мужчины — почти всё мужское население Пюттена — были депортированы в концлагеря в Германии. Только 48 вернулись в конце войны. Акция была местью за атаку участниками нидерландского движения Сопротивления автомобиля, в котором ехали четверо немецких военнослужащих.

## Атака
В ночь на 1 октября 1944 автомобиль с двумя офицерами и двумя ефрейторами из вермахта попал в засаду бойцов движения Сопротивления между Пюттеном и Нийкерком. Один из бойцов, Франс Слотбоом, был ранен и впоследствии умер от ран. Один из немецких офицеров, лейтенант Отто Зоммер, тоже был ранен, но сумел скрыться в фермерском доме и поднял тревогу, на следующий день он умер. Другой офицер, обер-лейтенант Эггарт, был ранен и захвачен партизанами. Из-за тяжёлых ран Эггарта бойцы отпустили пленного, оставив в месте, где он мог быть найден своими. Оба ефрейтора сбежали.

## Немецкая карательная акция
На следующий день по приказу генерала Фридриха Христиансена Пюттен был окружён немецкими войсками под командованием Фрица Фульриде (en:Fritz Fullriede). Мужчины и мальчики были отделены от женщин, и их держали в разных зданиях. Мужчин предупредили, что если кто-то из них спрячется, нацисты расправятся с женщинами и детьми. В ходе акции шестеро мужчин и женщина были застрелены карателями.
2 октября, все пюттенские мужчины в возрасте от 18 до 50 лет были отправлены в концлагерь Амерсфорт. Там из 661 мужчины были отпущены 59 негодных к работе, а 602 отправлены в концлагерь Нойенгамме. По дороге 13 человек сумели совершить побег, спрыгнув с поезда. Из остальных вернулись домой только 48, причём 5 из них умерли вскоре после возвращения. Всего погибло 552 мужчины и 1 женщина. Большинство мужчин умерли от голода, непосильного труда и инфекционных болезней в концлагерях.